# Corbula
Genre
Synonymes
- Aloidis Megerle, 1811
- Corbula (Aloidis) Megerle, 1811

Corbula (les corbules en français, du latin corbula, « corbeille, petit panier ») est un genre de mollusques bivalves de la famille des Corbulidae.

## Liste des sous-genres
- Anisocorbula Iredale, 1930
- Apachecorbula P. G. Oliver & Vestheim, 2015
- Caestocorbula Vincent, 1910 †
- Caryocorbula J. Gardner, 1926
- Cuneocorbula Cossmann, 1886
- Erodona Bosc, 1801
- Hexacorbula Olsson, 1932
- Juliacorbula Olsson & Harbison, 1953
- Lentidium de Cristofori & Jan, 1832
- Panamicorbula Pilsbry, 1932
- Potamocorbula Habe, 1955
- Tenuicorbula Olsson, 1932
- Varicorbula Grant & Gale, 1931

## Liste d'espèces
Selon BioLib (20 octobre 2019), il y a 54 espèces :
- Corbula barrattiana C. B. Adams, 1852
- Corbula bicarinata Sowerby, 1833
- Corbula caribaea d'Orbigny, 1842
- Corbula carinata Dujardin, 1837 †
- Corbula crassa R. B. Hinds, 1843
- Corbula cubaniana d'Orbigny, 1853
- Corbula cuneata R. B. Hinds, 1843
- Corbula cylindrica Morrison, 1946
- Corbula dautzenbergi Lamy, 1941
- Corbula elenensis A. A. Olsson, 1961
- Corbula erythaeensis H. Adams, 1871
- Corbula erythrodon J. B. Lamarck, 1818
- Corbula esmeralda A. A. Olsson, 1961
- Corbula flindersi Cotton, 1930
- Corbula fortisulcata Smith, 1879
- Corbula gibba Olivi, 1792
- Corbula hydropica Iredale, 1930
- Corbula ietziana C. B. Adams, 1852
- Corbula inflata C. B. Adams, 1852
- Corbula kelseyi W. H. Dall, 1916
- Corbula krebsiana C. B. Adams, 1852
- Corbula laticosta Lamy, 1941
- Corbula lineata Lynge, 1909
- Corbula lyoni H. A. Pilsbry, 1897
- Corbula minutissima T. Habe, 1949
- Corbula mirabilis Lynge, 1909
- Corbula modesta R. B. Hinds, 1843
- Corbula nipponica T. Habe, 1961
- Corbula nuciformis Sowerby, 1833
- Corbula nucleus J. B. Lamarck, 1818
- Corbula obesa R. B. Hinds, 1843
- Corbula operculata R. A. Philippi, 1848
- Corbula pallida R. B. Hinds, 1843
- Corbula rosea Brown, 1844
- Corbula rotalis R. B. Hinds, 1843
- Corbula rugifera E. A. Smith, 1903
- Corbula scaphoides R. B. Hinds, 1843
- Corbula sinensis Bernard, Cai & Morton, 1993
- Corbula solidula R. B. Hinds, 1843
- Corbula speciosa L. A. Reeve, 1843
- Corbula striatissima Lamy, 1941
- Corbula sulcata J. B. Lamarck, 1801 (type)
- Corbula sulculosa H. Adams, 1870
- Corbula taitensis J. B. Lamarck, 1818
- Corbula tenuis Sowerby, 1833
- Corbula tosana Yokoyama
- Corbula trigona R. B. Hinds, 1843
- Corbula tryoni E. A. Smith, 1880
- Corbula tumaca A. A. Olsson, 1961
- Corbula tunicata R. B. Hinds, 1843
- Corbula venusta A. A. Gould, 1859
- Corbula vicaria T. Iredale, 1930
- Corbula yokoyamai T. Habe, 1949
- Corbula zelandica J. R. C. Quoy & J. P. Gaimard, 1835

Autres noms
- †Corbula elegans Sowerby J. de C.[3],[4],[5], 1827, un synonyme de †Corbulamella elegans ou de †Caestocorbula elegans.